# Pratt & Whitney JT9D
I Pratt & Whitney JT9D sono una famiglia di motori aeronautici turboventola sviluppati negli Stati Uniti dalla Pratt & Whitney ed entrati in servizio alla fine degli anni sessanta.
Il JT9D-3A fu il primo turbogetto ad alto rapporto di diluizione ad equipaggiare aerei wide-body come il Boeing 747.

## Storia del progetto
Nel 1961 la Pratt & Whitney sviluppò il dimostratore JTF14E per partecipare alla gara per la motorizzazione del Lockheed C-5 Galaxy (poi vinta dalla General Electric col suo TF39). Nonostante la sconfitta, la Pratt continuò per proprio conto lo sviluppo del motore finanziando con 137 milioni di dollari un nuovo progetto di motore ad alto rapporto di diluizione ed alta spinta per l'uso civile, il JT9D. Nel 1965 questa nuova versione venne scelta dalla Boeing per il suo 747, il primo aereo a fusoliera larga per il trasporto commerciale.
Dopo le prime prove al banco del dicembre 1966 ed in volo (utilizzando un aereo laboratorio B-52E) nel giugno del 1968, il JT9D-3 venne certificato il 13 maggio del 1969 dalla Federal Aviation Administration ed entrò in servizio sul 747 a gennaio del 1970.
La versione militare del JT9D (installata sul Boeing E-4) è denominata Pratt & Whitney F105.
Agli inizi degli anni ottanta la Pratt & Whitney iniziò lo sviluppo del successore del JT9D, il PW4000.

## Tecnica

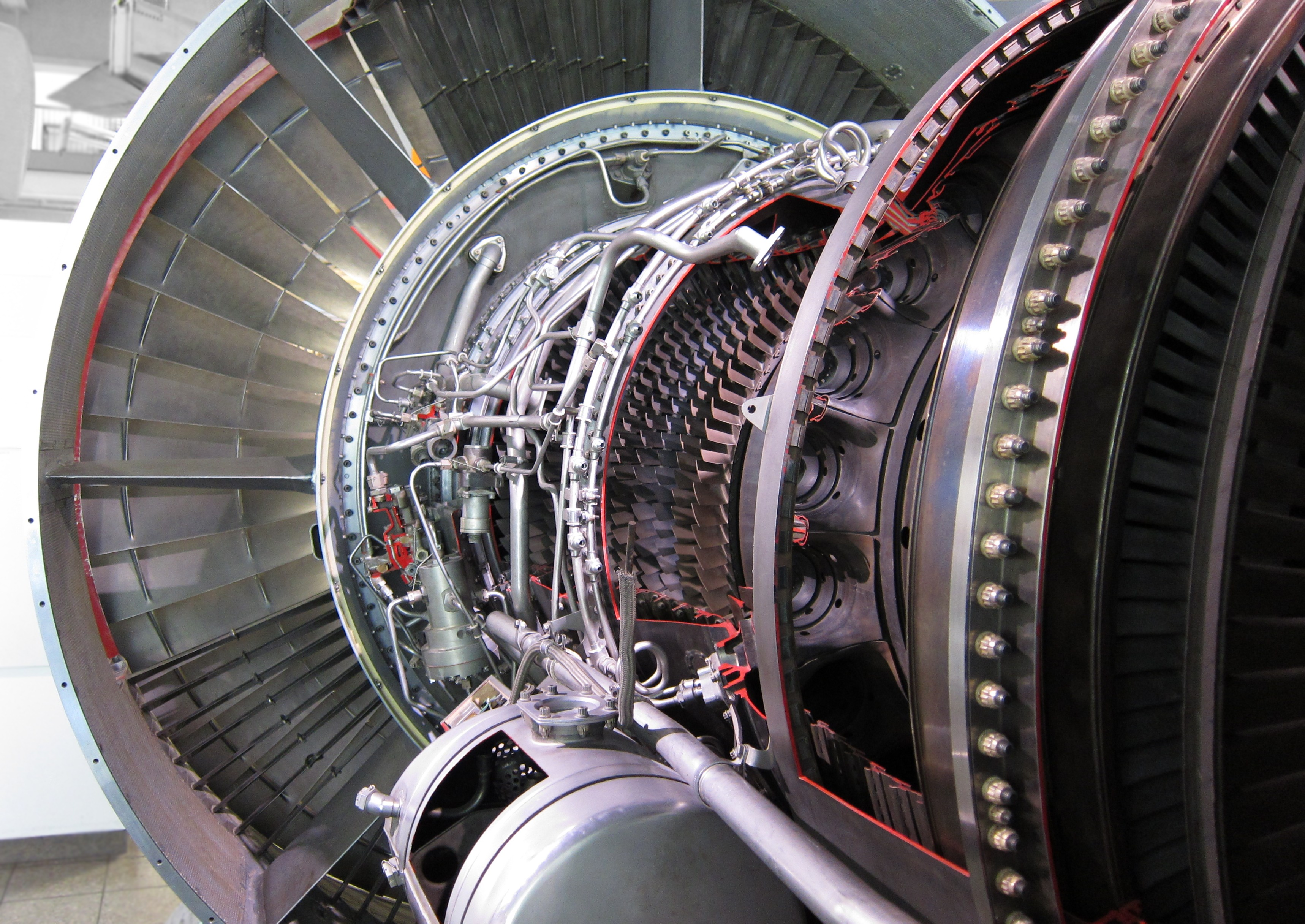
Spaccato di un JT9D-7 esposto al Deutsches Museum con in evidenza la parte posteriore del fan, del compressore e dell'ingresso della camera di combustione.

Lo schema iniziale del motore, prevedeva una ventola ad uno stadio montata sullo stesso albero di tre stadi di compressore assiale a bassa pressione (in inglese chiamato booster) mossi da quattro stadi di turbina a bassa pressione. Il gruppo di alta pressione era invece composto da un compressore ad undici stadi collegato da un albero concentrico (ed esterno) al primo a due stadi di turbina ad alta pressione. Per contrastare le offerte dei concorrenti General Electric e Rolls-Royce, nel 1975 la Pratt & Whitney sviluppò nuovi modelli rivisti nel compressore (che nella parte di bassa pressione installava uno stadio in più) e nella turbina, impiegando nuovi materiali che miglioravano la resistenza alle alte temperature.

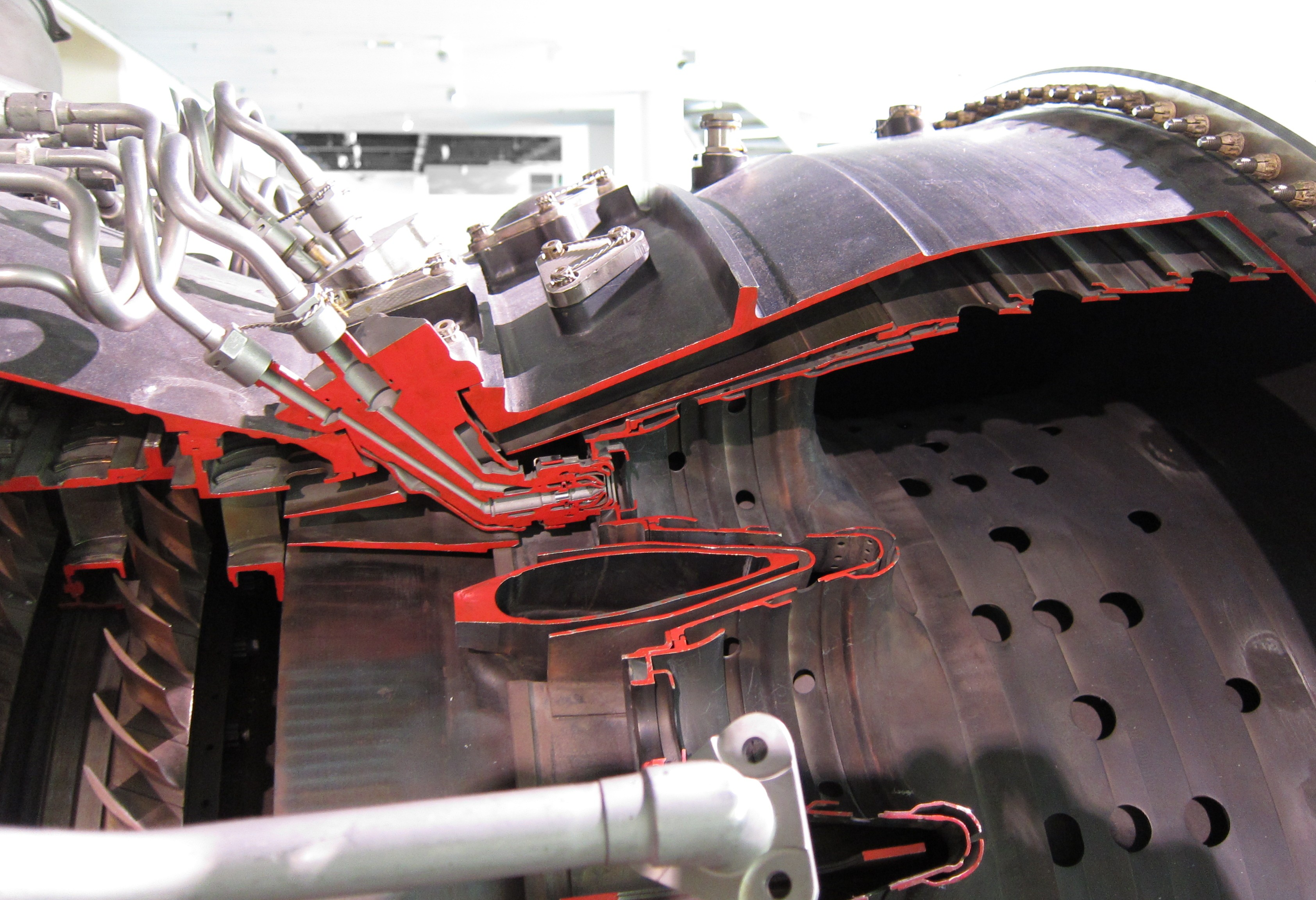
Dettaglio della camera di combustione del JT9D.

Durante la fase di progettazione del 747, ci fu un incremento nel peso massimo al decollo che non venne seguito da altrettanti incrementi prestazionali del JT9D. Per porvi rimedio in breve tempo, la P&W introdusse con la versione -3A un impianto per l'immissione di acqua nel motore per ottenere una spinta supplementare al momento del decollo, al costo di una maggiore complessità manutentiva ed una riduzione nella vita utile della turbina.
Solo dal 1980, con la certificazione delle versioni -7R, si assisterà alla definitiva soluzione dei problemi di spinta. In questi modelli venne rivista completamente la parte "calda" del motore (camera di combustione e turbina), introducendo palette in monocristallo e un nuovo schema di raffreddamento della turbina. Fu anche introdotta un'unità di controllo elettronico del motore (ECU) in grado di garantire una migliore accuratezza nella scelta e mantenimento dei parametri di spinta richiesti dal pilota, una soluzione ad interim in attesa dell'adozione del FADEC che diventerà lo standard nella successiva serie PW4000.

## Versioni

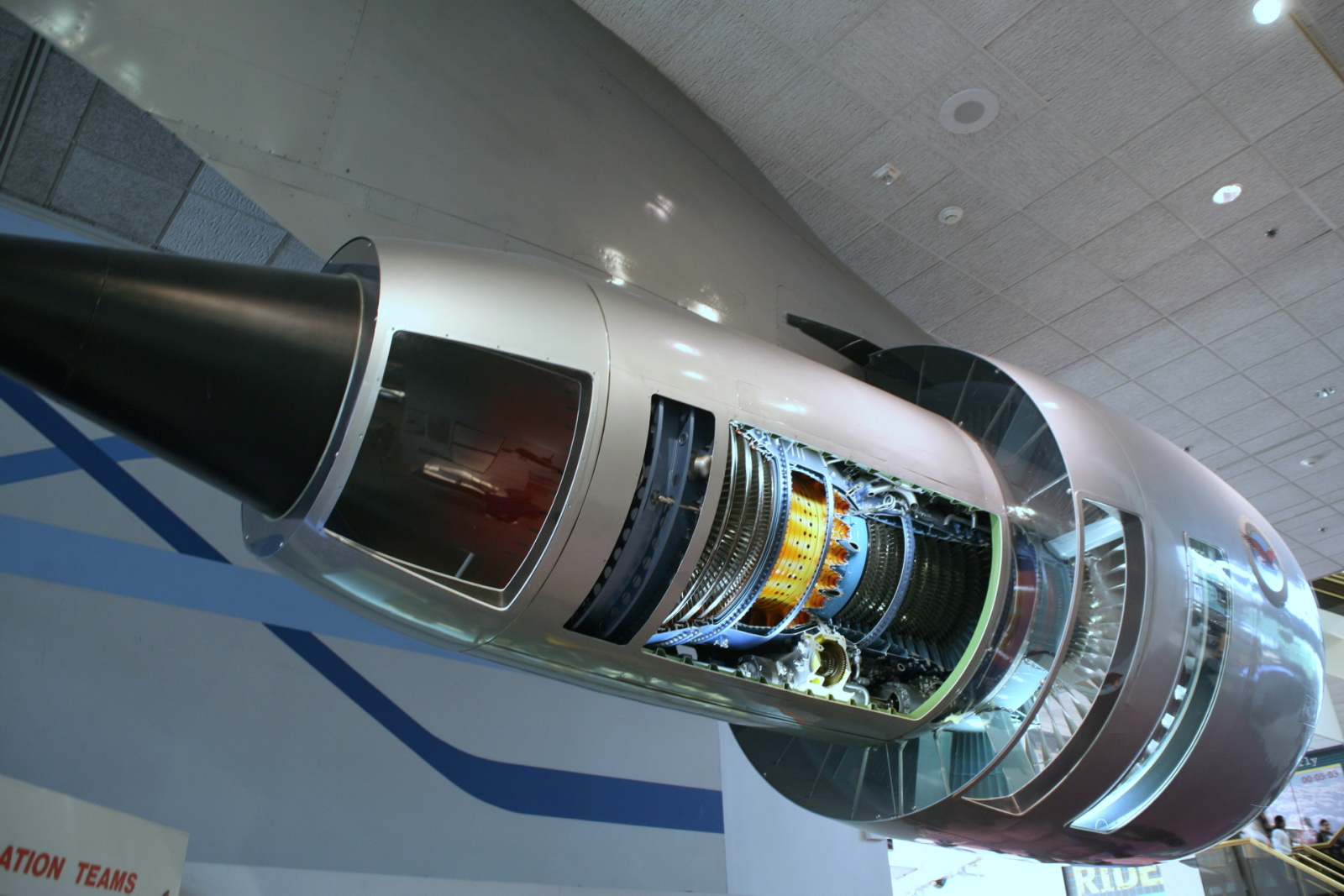
Spaccato di un prototipo di Pratt & Whitney JT9D.

- JT9D-3/3A - 193 kN (43500 lbf) di spinta, 200 kN con iniezione di acqua. Installato su Boeing 747-100, la versione -3, la prima ad essere certificata, fu ritirata dal servizio il 29 dicembre 1986.
- JT9D-7/7H - 202 kN (45500 lbf) di spinta, 209 kN con iniezione di acqua. Installato su Boeing 747-100/-200B
- JT9D-7A/7AH - 205 kN (46150 lbf) di spinta, 212 kN con iniezione di acqua. Installato su Boeing 747-SF/-SP/-100/-100A/-100(SF)/-100F/-100SR/-100SRB/-100SR(SF)/-200/-200B/-200C
- JT9D-7F - 208 kN (46750 lbf) di spinta, 216 kN con iniezione di acqua. Installato su Boeing 747-SP/-100B/-200/-200B/-200B(M)/-200(SF)/-200F
- JT9D-7J - 216 kN (48650 lbf). Installato su Boeing 747-100F/-200B/-200B(M)/-200B(SF)/-200C/-200F
- JT9D-20/20J - 214 kN (48050 lbf). Nella versione -20J furono introdotti miglioramenti nella camera di combustione e nelle turbine di bassa ed alta pressione. Installato su McDonnell Douglas DC-10-40, proposto per l'MD-11
- JT9D-59A - 230 kN (51720 lbf). Installato sull'Airbus A300B4-120/-220/-220F/-220FF, MD DC-10-40(D)/-40(I)/-40F
- JT9D-70A - 227 kN (51140 lbf). Installato sul Boeing 747-200B/-200B(M)/-200B(SF)/-200F
- JT9D-7Q/7Q3 - 231 kN (51900 lbf). Installato sul Boeing 747-200B/-200B(M)/-200B(SF)/-200F
- JT9D-7R4D/7R4E - 213/222 kN (48000/50000 lbf). Con questa versione furono introdotti una ventola ed un compressore di bassa pressione a quattro stadi più efficienti, un sistema di controllo elettronico del motore ed una gestione migliorata del raffreddamento della turbina. Installato sul Boeing 767-200/-200ER/-200ET/-200PC/-300
- JT9D-7R4D1/7R4E1 - 213/222 kN (48000/50000 lbf). Installato sull'Airbus A310-222/-222F/-322
- JT9D-7R4G2 - 244 kN (54750 lbf). Versione migliorata allungando la corda nei profili degli statori nella turbina. Installato sul Boeing 747-200B/-200B(SF)/-200F/-300/-300(M)/-300(SF)
- JT9D-7R4H1 - 249 kN (56000 lbf) di spinta con palette e statori del primo e secondo stadio turbina in monocristallo. Installato su Airbus A300B4-620
- JT9D-7R4E4 - 222 kN (50000 lbf). Installato su Boeing 767-200ER

## Velivoli utilizzatori

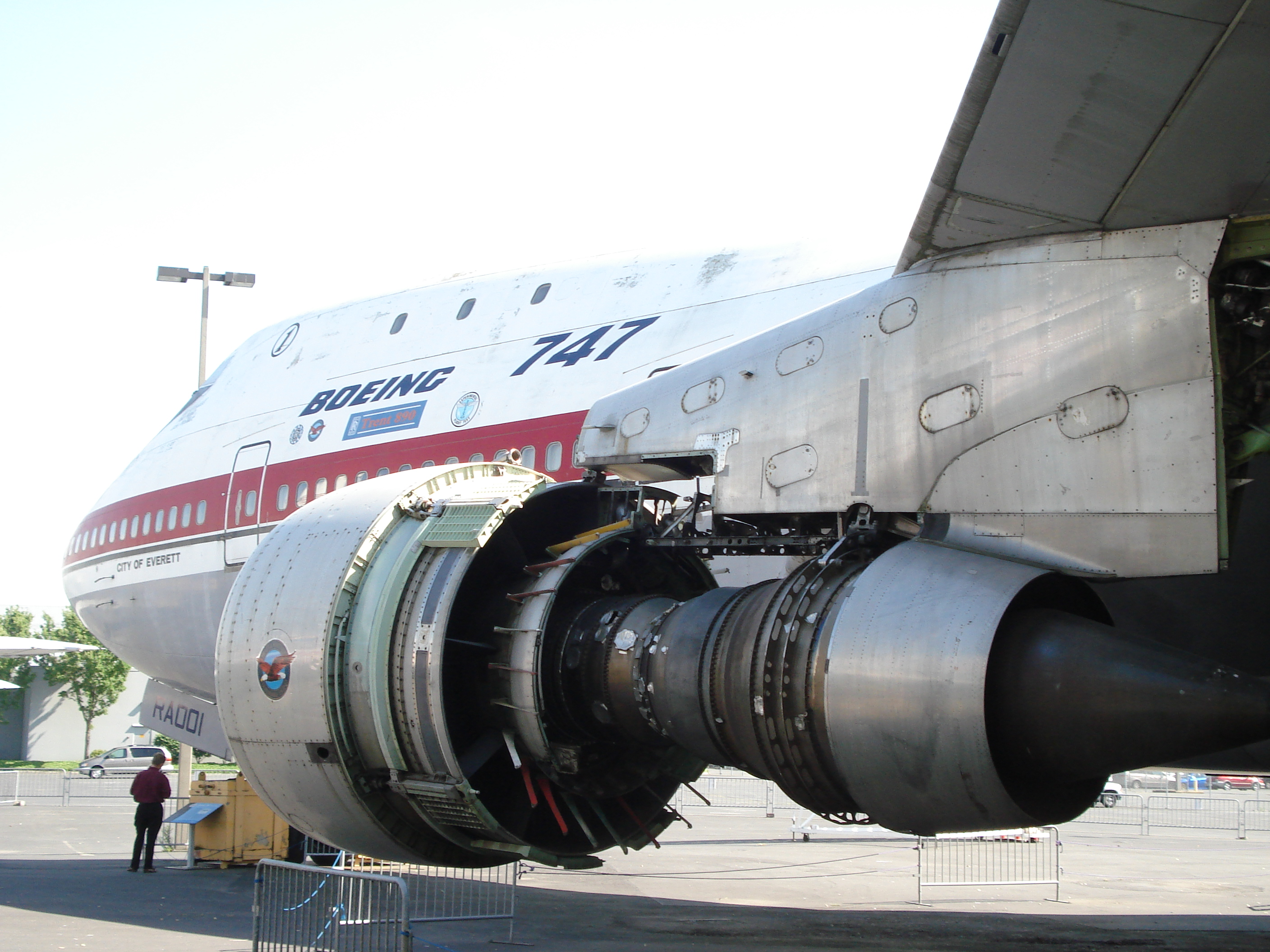
Un JT9D installato su un prototipo di 747 con le cappottature motore rimosse.

- Airbus A300
- Airbus A310
- Boeing 747
- Boeing 767
- McDonnell-Douglas DC-10